# Bob Scott
Bob Scott (Watsonville, Californië, 4 oktober 1928 – Darlington, South Carolina, 5 juli 1954) was een Amerikaans autocoureur.
Scott nam deel aan de Indianapolis 500 van 1952, 1953 en 1954 maar behaalde hierin geen punten voor het wereldkampioenschap Formule 1. Hij kwam om toen hij verongelukte in een Champ Car-race op Darlington Raceway.